# Rafael Bellido Caro
Rafael Bellido Caro (Arcos de la Frontera, 10 marzo 1924 – Siviglia, 16 marzo 2004) è stato un vescovo cattolico spagnolo.

## Biografia
Rafael Bellido Caro nacque ad Arcos de la Frontera il 10 marzo 1924.

### Formazione e ministero sacerdotale
All'età di 17 anni entrò nel seminario metropolitano di Siviglia dove studiò filosofia e teologia.
Il 7 novembre 1948 fu ordinato presbitero per l'arcidiocesi di Siviglia. In seguito fu professore e superiore del seminario minore di Sanlúcar de Barrameda e poi del Collegio di Nostra Signora dei Re a Bonanza, parroco della parrocchia di Sant'Andrea a Siviglia, professore e formatore al seminario di San Telmo, delegato diocesano per la periferia e consigliere dei rami giovanili dell'Azione Cattolica diocesana. Per nove anni, come vice presidente del consiglio integrò fratellanze e confraternite. Nel 1973 venne nominato vicario episcopale per i laici.

### Ministero episcopale

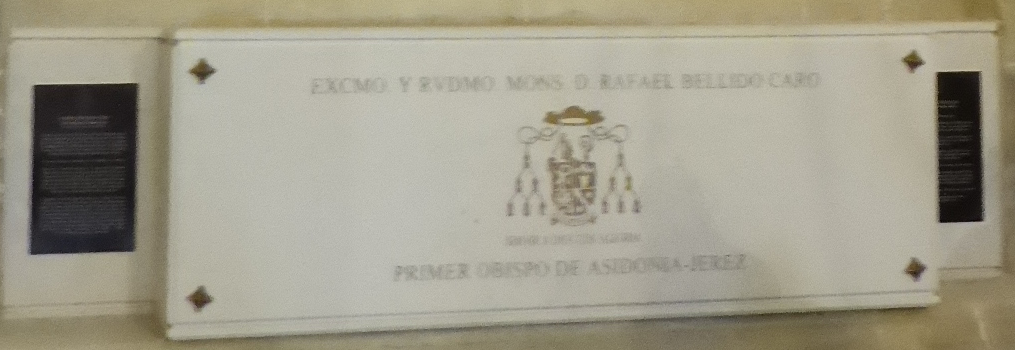
Tomba di monsignor Rafael Bellido Caro nella cattedrale di Jerez de la Frontera.

Il 29 novembre 1973 papa Paolo VI lo nominò vescovo ausiliare di Siviglia e titolare di Muzia. Poco dopo il cardinale José María Bueno y Monreal lo nominò vicario generale con speciale dedizione e residenza nell'area pastorale di Jerez de la Frontera. Ricevette l'ordinazione episcopale il 30 dicembre successivo dal cardinale José María Bueno y Monreal, arcivescovo metropolita di Siviglia, co-consacranti il vescovo di Cordova José María Cirarda Lachiondo e il vescovo ausiliare di Siviglia Antonio Montero Moreno.
Il 3 marzo 1980 papa Giovanni Paolo II lo nominò primo vescovo della nuova diocesi di Jerez de la Frontera.
Il 29 giugno 2000 lo stesso papa Giovanni Paolo II accettò la sua rinuncia al governo pastorale della diocesi per raggiunti limiti di età.
In seno alla Conferenza episcopale spagnola fu membro della commissione per l'apostolato secolare e della sottocommissione per le migrazioni. Per anni fu responsabile della pastorale per i gitani.
Ricevette la cittadinanza onoraria di Jerez de la Frontera nel 1999 e di Castilleja de la Cuesta nel 2002. In entrambi comuni gli è intitolata una strada.
Morì a Siviglia il 16 marzo 2004 all'età di 80 anni. Le esequie si tennero il 18 marzo alle ore 12 nella cattedrale di Jerez de la Frontera. Al termine del rito la salma venne tumulata nello stesso edificio.

## Genealogia episcopale
La genealogia episcopale è:
- Cardinale Scipione Rebiba
- Cardinale Giulio Antonio Santori
- Cardinale Girolamo Bernerio, O.P.
- Arcivescovo Galeazzo Sanvitale
- Cardinale Ludovico Ludovisi
- Cardinale Luigi Caetani
- Cardinale Ulderico Carpegna
- Cardinale Paluzzo Paluzzi Altieri degli Albertoni
- Papa Benedetto XIII
- Papa Benedetto XIV
- Cardinale Enrico Enriquez
- Cardinale Francisco de Solís Folch de Cardona
- Vescovo Agustín Ayestarán Landa
- Arcivescovo Romualdo Antonio Mon y Velarde
- Cardinale Francisco Javier de Cienfuegos y Jovellanos
- Cardinale Cirilo de Alameda y Brea, O.F.M.
- Cardinale Juan de la Cruz Ignacio Moreno y Maisanove
- Cardinale José María Martín de Herrera y de la Iglesia
- Patriarca Leopoldo Eijo y Garay
- Cardinale José María Bueno y Monreal
- Vescovo Rafael Bellido Caro